# Jelgava II
Jelgava II ros. Елгава II) – stacja kolejowa w miejscowości Jełgawa, na Łotwie. Położona jest na linii Jełgawa - Krustpils.
Znajduje się przy jełgawskiej lokomotywowni.